# Mecyna asinalis
Mecyna asinalis is een vlinder uit de familie van de grasmotten (Crambidae), uit de onderfamilie van de Spilomelinae. De wetenschappelijke naam van deze soort is voor het eerst voorgesteld als Pyralis asinalis door Jacob Hübner in een publicatie uit 1819.

## Verspreiding
De soort komt voor in Ierland, het Verenigd Koninkrijk, Frankrijk, Corsica, Spanje, de Canarische Eilanden, Portugal, Madeira, de Azoren, Italië, Sardinië, Sicilië, Kroatië, Noord-Macedonië, Bulgarije, Griekenland, Kreta, Turkije en Marokko. In Duitsland en Zwitserland is deze soort adventief.

## Waardplanten
De rups leeft op soorten van de sterbladigenfamilie (Rubiaceae) waaronder Crucianella maritima en Rubia peregrina.